# Orden del Servicio a la Patria en las Fuerzas Armadas de la URSS
La Orden del Servicio a la Patria en las Fuerzas Armadas de la URSS (en ruso: Орден «За службу Родине в Вооружённых Силах СССР») es una condecoración militar soviética, establecida, mediante decreto del Presídium del Sóviet Supremo de la Unión Soviética de 28 de octubre de 1974, y otorgada al personal militar por excelencia en el cumplimiento del deber, siendo esta la primera orden militar creada tras el fin de la Segunda Guerra Mundial. 

## Estatuto
La Orden del servicio a la patria en las Fuerzas Armadas de la URSS se otorgó a los militares del Ejército Soviético, la Armada, las tropas fronterizas e internas de las Fuerzas Armadas de la URSS, por:
- Los éxitos logrados en combate y entrenamiento político, mantener una alta preparación para el combate de las tropas y dominar nuevos equipos militares;
- El alto desempeño en actividades de servicios;
- El cumplimiento exitoso de tareas especiales de mando;
- El valor y la dedicación demostrados durante el desempeño de las funciones militares;
- Otros servicios a la Patria durante el servicio activo en las Fuerzas Armadas de la URSS.

La Orden consta de tres grados. El grado más alto de la orden es el 1.er grado. La adjudicación se realiza de forma secuencial: primero el tercero, luego el segundo y finalmente el primer grado.
Los galardonados con la Orden del Servicio a la Patria en las Fuerzas Armadas de la URSS, de cualquier clase tenían los siguientes derechos:
- Prioridad en la elección de la vivienda;
- Viajes personales anuales gratuitos de ida y vuelta por ferrocarril (trenes expresos o de pasajeros), por barco (en cabinas de primera clase, líneas expresas o de pasajeros), por aire o por transporte de larga distancia por carretera;
- Uso personal gratuito de todo tipo de transporte urbano de pasajeros, en áreas rurales dentro de los límites de la República (excepto taxis);
- Vales gratuitos para un sanatorio o una casa de reposo (una vez al año por recomendación de una institución médica);
- Disponibilidad extraordinaria para los servicios comunitarios prestados por empresas nacionales, instituciones culturales o educativas; y,
- Un aumento del 15 % en la pensión.

La Orden de la Insignia de Honor se lleva en el lado derecho del pecho, sujeto a la ropa mediante un alfiler con tuerca y, en presencia de otras órdenes y medallas de la URSS, se coloca después de la Orden de la Estrella Roja y está clasificada por orden de antigüedad. Si se usa en presencia de Órdenes o medallas de la Federación de Rusia, estas últimas tienen prioridad.
Cada medalla venía con un certificado de premio, este certificado se presentaba en forma de un pequeño folleto de cartón de 8 cm por 11 cm con el nombre del premio, los datos del destinatario y un sello oficial y una firma en el interior.
El autor del proyecto de la orden es el coronel L. D. Pilipenko, ingeniero de la Academia Militar Dzerzhinsky. En total, a finales de 1991, 69 576 militares habían recibido la orden de 3.er grado, 589 militares recibieron la de 2.do grado y solo trece militares recibieron la orden de 1.er grado.

## Descripción
La insignia de la Orden de 1.er grado, representa dos estrellas cruzadas de cuatro puntas. La estrella superior de la orden está hecha de plata dorada y compuesta de rayos divergentes. En su centro hay una estrella dorada de cinco puntas en una corona de roble plateado sobre fondo azul, rodeada de una cinta de esmalte blanco con la inscripción en letras doradas: «Por el servicio a la Patria en las Fuerzas Armadas de la URSS» (en ruso: «За службу Родине в ВС СССР») y la imagen de la hoz y el martillo; los bordes de la cinta están dorados. 
La estrella y la cinta se superponen al ancla convexa y alas de plata oxidada. La estrella inferior de cuatro puntas de la orden está cubierta con esmalte azul, los bordes de la estrella están dorados. Superpuestas a la estrella hay imágenes convexas cruzadas de misiles de plata oxidada, sus compartimentos de cabeza y cola están dorados.
Las principales diferencias entre las tres clases de la orden son:
- 1.er grado: la estrella de cuatro puntas superior y la estrella central de cinco puntas están doradas;
- 2.do grado: la estrella de cuatro puntas superior era plateada y la estrella central de cinco puntas están doradas;
- 3.er grado: la estrella de cuatro puntas superior y la estrella central de cinco puntas están plateadas.

Las cintas que se usan en el uniforme en la barra de cintas cuando no se usa la Orden son:
- 1.er grado: azul con una franja central amarilla de 6 mm de ancho;
- 2.do grado: azul con dos franjas centrales amarillas de 3 mm de ancho separadas por 1 mm;
- 3.er grado: azul con tres franjas centrales amarillas de 2 mm de ancho separadas por 1 mm.

La altura y el ancho de la placa de la orden es de 58 × 58 mm, el peso total es de 64,5 gramos. Después de la Orden de la Victoria, esta es la más grande en tamaño y masa de las diferentes órdenes soviéticas, solo la Orden de Najímov tiene un tamaño similar.

## Medallas y cintas
| 1.er Grado | 2.do Grado | 3.er Grado |
| ---------- | ---------- | ---------- |
|            |            |            |
| Cintas     |            |            |
|            |            |            |